# 한길학교
한길학교는 경기도 안성시 고삼면에 위치한 사립 특수학교이다.

## 연혁
- 2012년 3월 1일 : 개교